# 利勒圣但尼
利勒圣但尼（法語：L'Île-Saint-Denis，法語：[lil sɛ̃ dəni] ⓘ）是法国法兰西岛大区塞纳-圣但尼省的一个市镇，属于圣但尼区。2024年巴黎奥运会的运动员村位于此处。

## 地名
该市镇因地处塞纳河中的河心岛上而得名（“利勒” (L'Île) 意为“岛”）。

## 地理
利勒圣但尼（48°56'9"N, 2°20'23"E）面积1.77 平方千米，位于法国法蘭西島大區塞纳-圣但尼省，该省份为法国北部内陆省份，毗邻巴黎。
与利勒圣但尼接壤的市镇（或旧市镇、城区）包括：塞纳河畔阿涅尔、热讷维利耶、拉加雷讷新城、阿让特伊、塞纳河畔埃皮奈、塞纳河畔圣旺、圣但尼。
利勒圣但尼的时区为UTC+01:00、UTC+02:00（夏令时）。

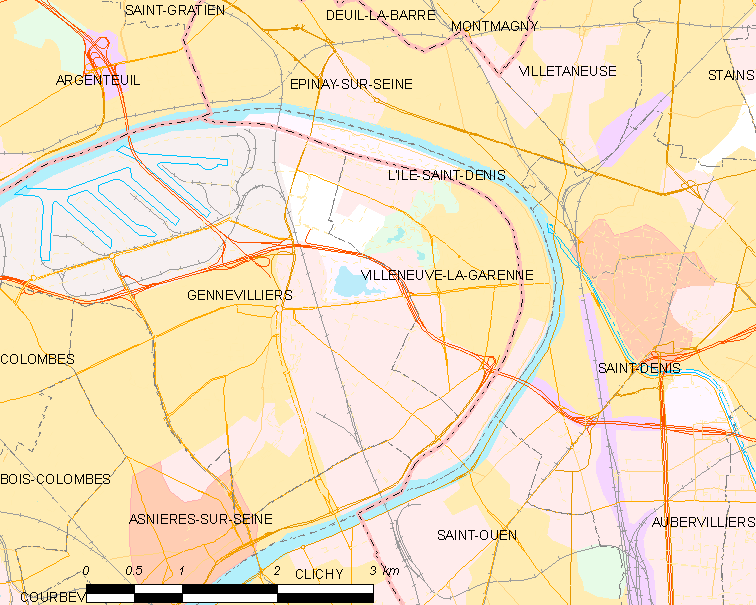
利勒圣但尼的OSM定位图

## 行政
利勒圣但尼的邮政编码为93450，INSEE市镇编码为93039。

## 政治
利勒圣但尼所属的省级选区为塞纳河畔圣旺县。

## 人口

1962-2008年间利勒圣但尼人口变化图示

利勒圣但尼于2022年1月1日时的人口数量为8682人。